# Hydroxyde de fer(III)
Pour les articles homonymes, voir Hydroxyde de fer.
L'hydroxyde de fer (III) ou hydroxyde ferrique est l'hydroxyde du fer dans son état d'oxydation +3. C'est la forme monohydratée de l'oxyhydroxyde de fer(III).
FeO(OH) + H2O → Fe(OH)3